# Иффиньяк
Иффинья́к (фр. Yffiniac, брет. Ilfinieg, галло Finyac) — коммуна во Франции, находится в регионе Бретань. Департамент — Кот-д’Армор. Входит в состав кантона Трегё. Округ коммуны — Сен-Бриё.
Население (2019) — 4 990 человек.

## География
Коммуна расположена приблизительно в 380 км к западу от Парижа, в 85 км северо-западнее Ренна, в 8 км к юго-востоку от Сен-Бриё. Через территорию коммуны проходит национальная магистраль N12. В 3 км к юго-востоку от центра коммуны находится железнодорожная станция Иффиньяк линии Париж-Брест.

## Достопримечательности
- Церковь Святого Альбина (Saint-Aubin)
- Часовня Святого Лорана середины XIX века

## Экономика
Структура занятости населения:
- сельское хозяйство — 1,6 %
- промышленность — 33,2 %
- строительство — 11,4 %
- торговля, транспорт и сфера услуг — 41,1 %
- государственные и муниципальные службы — 12,7 %

Уровень безработицы (2018) — 9,8 % (Франция в целом —  13,4 %, департамент Кот-д’Армор — 11,5 %). 

Среднегодовой доход на 1 человека, евро (2018) — 22 180 (Франция в целом — 21 730, департамент Кот-д’Армор — 21 230).
В 2007 году среди 3011 человек в трудоспособном возрасте (15—64 лет) 2316 были экономически активными, 695 — неактивными (показатель активности — 76,9 %, в 1999 году было 71,1 %). Из 2316 активных работали 2159 человек (1140 мужчин и 1019 женщин), безработных было 157 (67 мужчин и 90 женщин). Среди 695 неактивных 209 человек были учениками или студентами, 335 — пенсионерами, 151 были неактивными по другим причинам.

## Демография
Динамика численности населения, чел.

## Администрация
Пост мэра Иффиньяка с 2020 года занимает социалист Дени Амайон (Denis Hamayon), член Совета департамента Кот-д’Армор от кантона Трегё. На муниципальных выборах 2020 года возглавляемый им левый список победил в 1-м туре, получив 62,92 % голосов.
| Период | Период | Фамилия        | Партия                                                             | Примечания                                    |
| ------ | ------ | -------------- | ------------------------------------------------------------------ | --------------------------------------------- |
| 1965   | 1977   | Пьер Клере     | Французская секция Рабочего интернационала Социалистическая партия |                                               |
| 1977   | 1989   | Луи Мартей     | Объединение в поддержку Республики                                 |                                               |
| 1989   | 2001   | Марсель Шаплен | Социалистическая партия                                            | руководитель консалтинговой фирмы             |
| 2001   | 2020   | Мишель Эно     | Социалистическая партия                                            | пенсионер                                     |
| 2020   |        | Дени Амайон    | Социалистическая партия                                            | директор ассоциации, член Совета департамента |

## Города-побратимы
- Ваккерсберг (Германия, с 2002)[3]

## Знаменитые уроженцы
- Бернар Ино (1954), шоссейный велогонщик, 5-кратный победитель Тур де Франс